# Michael Laucke
Michael Laucke (Montréal, 29 gennaio 1947 – Montréal, 2 dicembre 2021) è stato un chitarrista canadese virtuoso della chitarra classica e della musica flamenca, nonché uomo di affari nell'industria musicale.
A partire dall'età di tredici anni, Laucke diede dimostrazioni professionali di biliardo e le sue vincite gli permisero di fare viaggi da Montreal a New York per studiare chitarra classica con Rolando Valdés-Blaiin. Ha iniziato ad esibirsi nel 1965, registrando il primo di 16 album nel 1969, ed è stato in tour in 25 paesi. Nel 1971, eseguì il suo primo di molti concerti alla National Gallery of Art di Washington. Il suo primo concerto a New York, dove incontrò anche per la prima volta il senatore Claiborne Pell, ebbe luogo nel 1972.
Laucke venne introdotto alle complesse tecniche del flamenco dal chitarrista spagnolo Paco de Lucía quando i due condivisero un loft e si esibirono insieme per il jet set di New York nei primi anni 1970. Nel 1982 venne selezionato da Andrés Segovia per esibirsi per la rete PBS al Metropolitan Museum of Art di New York. Successivamente divenne allievo di Segovia e studiò anche con altri chitarristi classici, tra cui Julian Bream e Alirio Díaz. Si è esibito principalmente alla chitarra classica fino al 1990; da quel momento in poi, i suoi concerti sono consistiti esclusivamente di musica flamenca e nuove opere di flamenco.
Laucke ha ampliato il repertorio chitarristico creando oltre 100 trascrizioni di musica classica e flamenco. Diversi importanti compositori canadesi hanno scritto per lui opere atonali. La rivista The Music Scene di SOCAN considera Laucke uno dei "cinque solisti più famosi del Canada".  Il critico musicale emerito, storico e musicista Eric McLean della Montreal Gazette ha dichiarato: "Laucke è la persona che ha fatto per la chitarra, in questo paese, più di chiunque altro". Ha ricevuto molti altri premi e riconoscimenti nel corso della sua carriera, tra cui il Grand Prix du Disque-Canada per la migliore registrazione canadese.

## Biografia

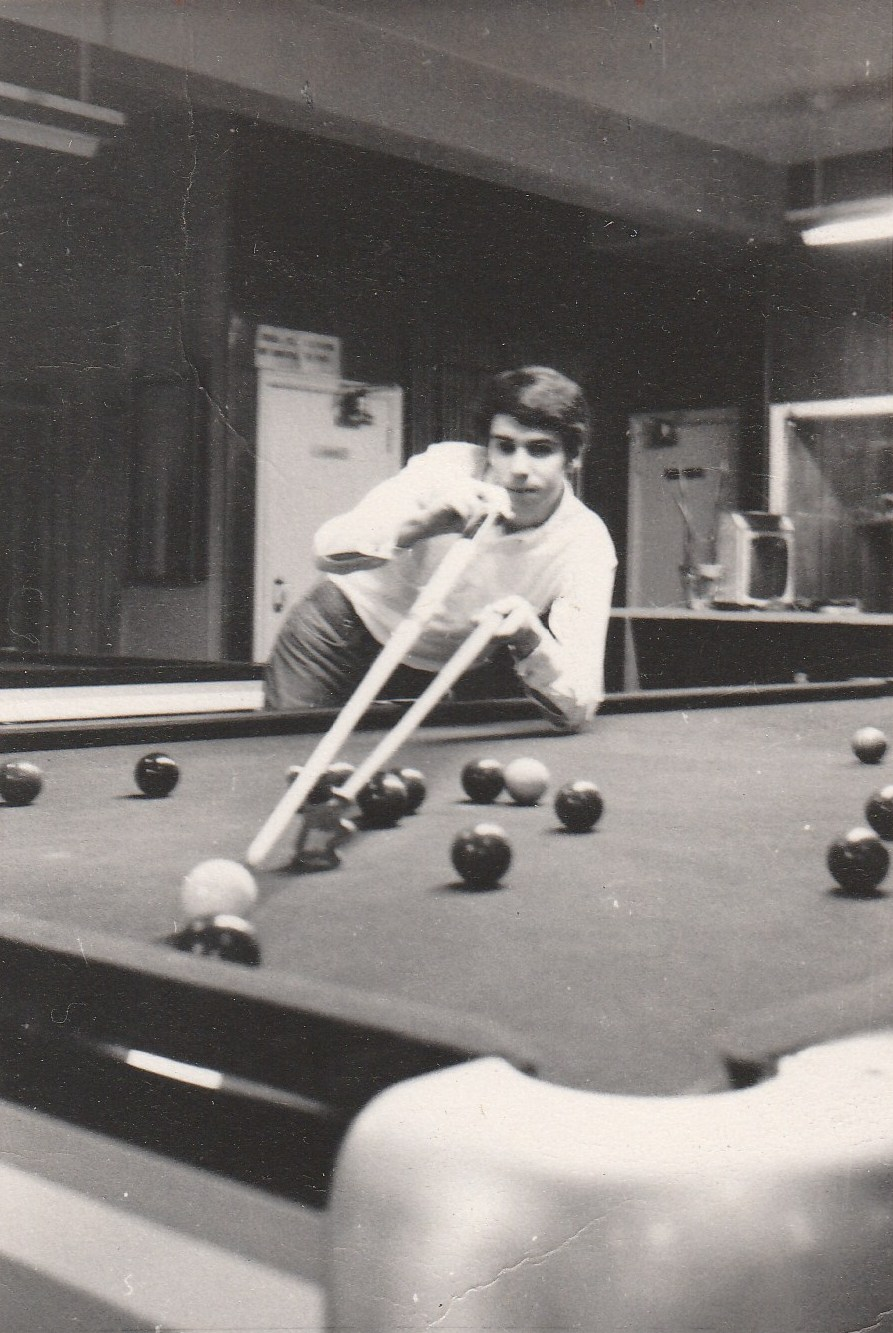
Laucke ha vinto contro il campione nordamericano di snooker

Laucke è nato da genitori di origini russe e polacco-ebraiche. Dopo la separazione dei suoi genitori, quando aveva sei mesi di età, è vissuto con sua madre, un fratello, lo zio e la nonna. Sua nonna lo allevò e nutrì e morì all'età di 100 anni.
All'età di sette anni, Laucke apparve sul quotidiano Montreal Star dopo aver progettato e costruito una barca con 2.000 stuzzicadenti. Esperto di yo-yo, all'età di dieci anni scoprì di amare il gioco e finì con l'esibirsi e competere
, a livello professionistico, riuscendo a vincere una bicicletta come campione tra 2.000 concorrenti in una competizione di yo-yo a Montreal. Scoprì un interesse per la chitarra, ma suo fratello disapprovava la cosa e pertanto lo faceva a casa di amici. Iniziò a giocare a biliardo e all'età di tredici anni divenne abbastanza abilee da ottenere un lavoro come dimostratore per la Brunswick Corporation, un produttore di tavoli da biliardo. Imparò a giocare a biliardo da George Chenier, un compagno di Montreal e campione nordamericano di snooker. I due si affrontarono di nuovo quattro anni dopo ai campionati nordamericani di snooker a Montreal, dove Laucke vinse il campionato. Egli ricorda: "poi decisi di lasciare lo snooker, avevo fatto quello che volevo fare... Il mio amore per la chitarra fu travolgente. C'erano molti più soldi nello snooker, ma era solo una passione e la musica era il mio amore." Le vincite al biliardo gli consentirono di finanziare 110 viaggi da Montreal a New York per studiare la chitarra classica con il chitarrista franco-spagnolo Rolando Valdés-Blain.
Con Frank Angelo, come suo manager dal 1961, Laucke eseguì il suo primo concerto di chitarra a Montreal nel 1965, un programma di musica atonale con la Société de musique contemporaine du Québec. Nel 1971, dopo il primo dei suoi numerosi concerti alla National Gallery of Art di Washington, il Washington Post scrisse che Laucke aveva mostrato "la più alta forma di virtuosismo". Il suo primo concerto a New York ebbe luogo nel 1972 alla Greenwich House Music School. Il senatore Claiborne Pell era presente e lo invitò a eseguire i suoi primi concerti a Washington,  iniziando così un'affiliazione di 15 anni come sostenitore attivo di Laucke negli Stati Uniti. L'ex responsabile della campagna elettorale di Pell, Raymond Nelson, gestiva la logistica per molte esibizioni di Laucke negli Stati Uniti. Nel 1973, Laucke recitò in un documentario prodotto da Radio-Québec dal titolo La Guitare, e si esibì ai Giochi olimpici estivi di Montreal nel 1976
. 

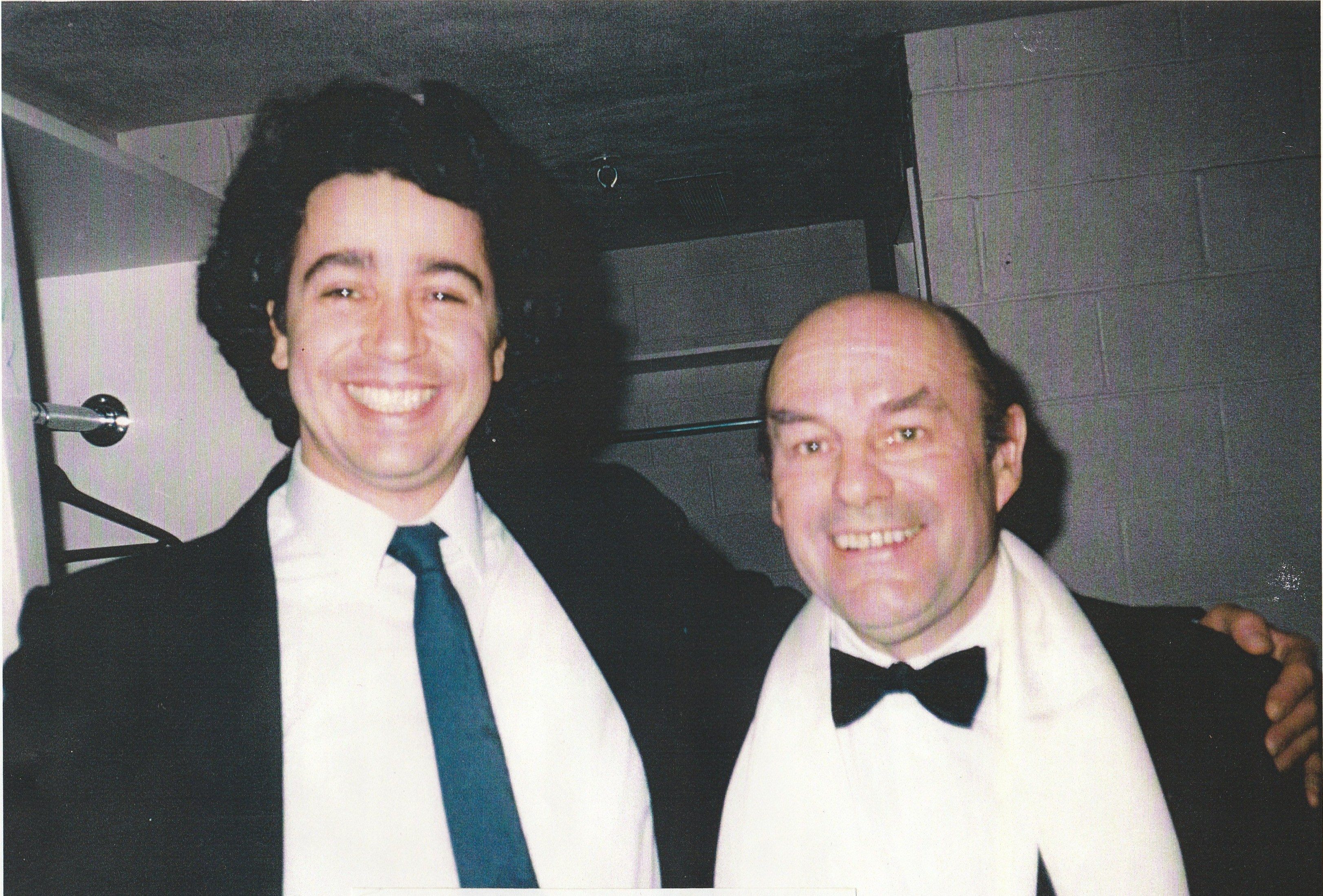
Laucke con il suo insegnante, il chitarrista classico Julian Bream

Laucke studiò con diversi maestri di chitarra classica: con il franco–spagnolo Rolando Valdès-Blain dal 1963 al 1977, con Julian Bream nel 1969 come vincitore delle classi Julian Bream Master, con Alirio Díaz dal 1977 al 1979 e con Andrés Segovia dal 1982 al 1986
. Venne introdotto alle complesse e avanzate tecniche del flamenco dal chitarrista spagnolo Paco de Lucía quando i due condividevano un loft a New York nei primi anni 1970
. Durante questo periodo, de Lucía e Laucke tennero un concerto nell'ambasciata spagnola, dove la contessa Elsa Peretti, designer di gioielli di Tiffany, ascoltò per la prima volta i due chitarristi. Li invitò subito a una delle sue feste nel suo attico di New York, dove i due chitarristi si esibirono in privato per il Jet set di New York, tra cui lo stilista Calvin Klein, Andy Warhol, Halston e Giorgio di Sant'Angelo. La Montreal Gazette scrisse che questi incontri artistici erano: "la cosa più vicina al salone intellettuale e artistico del XVIII secolo che si possa trovare in questi giorni". Laucke venne spesso chiamato a suonare alle presentazioni delle nuove linee di moda di Giorgio di Sant'Angelo e successivamente a quelle di Calvin Klein
. "Avevo solo 21 anni all'epoca, e sembrava tutto un sogno", ha ricordato Laucke. Nel 1977 fondò il Trio con Sayyd Abdul Al-Khabyyr e Pauline Vaillancourt
, e l'azienda produttrice di corde D'Addario divenne il suo sponsor
.
La sua registrazione di opere di William Walton, Richard Rodney Bennett e François Morel per l'etichetta Radio Canada International (RCI 457) vinse il Grand Prix du Disque-Canada del Canadian Music Council nel 1979. L'album includeva la nuova composizione di Morel Me duele España, scritta e dedicata a Laucke. La prima mondiale del brano, di 21 minuti, si svolse a Place des Arts a Montreal, sotto gli auspici della Société de musique contemporaine du Québec.
Nello stesso anno, con un numero crescente di concerti e registrazioni e un fitto programma di viaggi, Laucke si preoccupò che non gli sarebbe rimasto abbastanza tempo per esercitarsi. Inventò un "praticante": una piccola tastiera in legno con sei corde tese su un ponte. Il dispositivo misurava 20 x 10 centimetri e gli permise di esercitarsi in silenzio durante i viaggi. Laucke scoprì che: "Quelle ore in più di esercizi con le dita ripagano in ottimi dividendi in termini di prestazioni".
Laucke registrò il suo ultimo album di musica classica nel 1981 con il cantante Riki Turofsky e la rivista Guitar and Lute lo dichiarò: "Uno dei migliori album di voce e chitarra che tu abbia mai ascoltato". Sebbene Laucke avesse suonato sia musica per chitarra classica che flamenco sin dalla tenera età, eseguì principalmente opere di chitarra classica fino al 1990
>. Dalla fine del 1990 in poi, i suoi concerti sono consistiti esclusivamente in molte opere di flamenco e nuove opere di flamenco che aveva imparato da de Lucía.

### Insegnamento
Divenne un insegnante di chitarra alla Concordia University di Montreal nel 1976, ma lasciò dopo due anni per intraprendere la carriera di artista e da allora non insegnò più chitarra. Dieci anni dopo, tuttavia, pubblicò una serie di video didattici di otto nastri, per trasmettere la conoscenza che aveva appreso dai suoi insegnanti. Questa serie di video è stata recensita dalla rivista Guitar Player: "L'entusiasmo di Laucke è contagioso" e da Frets Magazine: "istruzione premurosa e completa". Laucke ha anche pubblicato articoli sulla chitarra classica.

## Stile e influenze

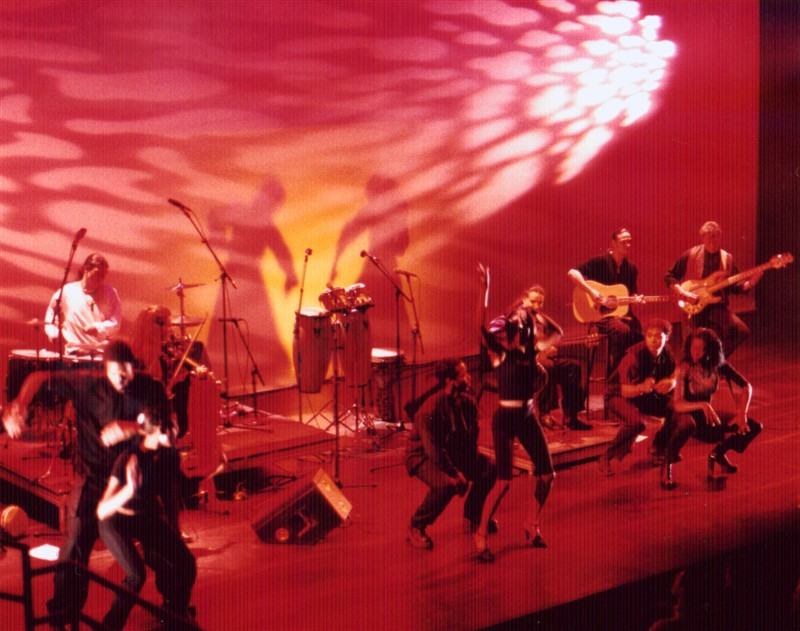
Laucke con il suo gruppo a Place des Arts a Montreal

Lo stile musicale classico/flamenco di Laucke è una miscela dei suoi studi classici con Bream, Segovia, Valdès-Blain e la sua amicizia con de Lucía
. Sebbene la chitarra classica e il flamenco siano due stili musicali abbastanza diversi, il quotidiano in lingua francese Le Soleil del Québec ha raccontato i sentimenti e il ragionamento di Laucke sull'esecuzione di entrambi. 
(Michael Laucke)
La sua miscela di stili classico e flamenco, a volte indicata come "nuovo flamenco" (nuevo flamenco), portò il critico musicale Eric McLean della Montreal Gazette a proclamare: "È l'interesse di Laucke per il flamenco che lo rende speciale: potrebbe essere chiamato il primo interprete di musica flamenca, nel senso che prende in prestito queste opere tradizionali di Sabicas, Carlos Montoya e Paco de Lucía, e le impiega a suo modo, una pratica su cui sono d'accordo"
. Laucke riassunse: "La chitarra spagnola rimane il mio primo amore. La chitarra flamenca è la mia passione". Secondo la rivista The Music Scene pubblicata dalla Society of Composers, Authors and Music Publishers of Canada (SOCAN),  è uno dei "cinque solisti più famosi del Canada" e il governo federale e provinciale canadese gli hanno dato "pieno riconoscimento come la persona che ha fatto di più per la chitarra in questo paese rispetto a chiunque altro".

### Paco de Lucía

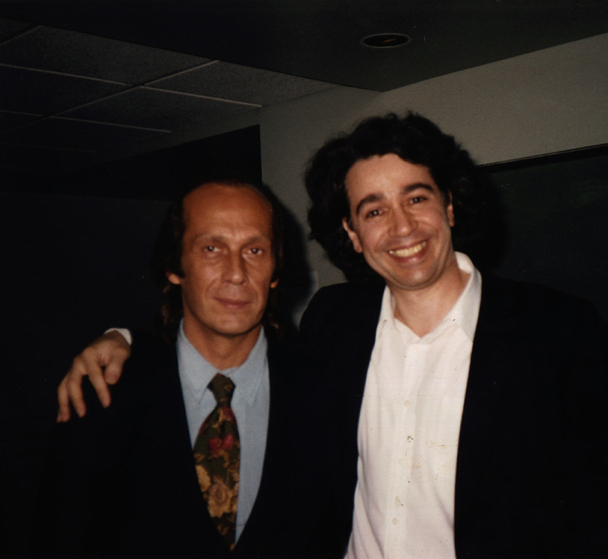
Laucke con il suo amico e mentore Paco de Lucía

Negli anni 1970, Laucke si trasferì a New York per proseguire la sua carriera. Gli venne chiesto, da Valdès-Blain, se gli sarebbe dispiaciuto condividere il suo monolocale con il chitarrista di flamenco Paco de Lucía
. Laucke accettò e insegnò a de Lucia la musica di Bach e Villa-Lobos. In cambio, questi gli insegnò alcuni dei segreti della sua arte del flamenco, una tradizione orale tramandata di generazione in generazione, "i cui segreti e conoscenze sono gelosamente custoditi".  Sebbene Laucke avesse suonato il flamenco per il proprio piacere sin da quando era bambino, non si era mai sentito a suo agio a suonarlo in pubblico. L'influenza di De Lucía contribuì a cambiare la situazione: "Questo incontro ha cambiato la mia vita", dichiarò Laucke, "mi ha insegnato opere di flamenco che non erano scritte da nessuna parte e a cui nessun altro chitarrista aveva accesso. Quindi per me essere stato istruito su tutte queste tecniche da un chitarrista del calibro di Paco è stato un incredibile colpo di fortuna".
In un'intervista rilasciata alla Montreal Gazette, Laucke dichiarò: "[de Lucía] è stato il più grande talento naturale che abbia mai incontrato". A quel tempo, Laucke fu colpito da un pezzo intitolato Entre dos aguas (Tra due mari) che de Lucía stava creando, che è diventata senza dubbio la sua composizione più nota. Dal momento che de Lucía non leggeva la musica, Laucke si offrì di insegnargliela ma lui rifiutò. Quando sorse la domanda se Laucke avrebbe mai interpretato le composizioni di de Lucía in pubblico, consigliò a Laucke, "devi farlo nel tuo stile"
.
Collaborò di nuovo con de Lucía per dare una serie di concerti che combinavano i due repertori. Molti giornali parlarono di questo binomio. La rivista canadese spagnola El Popular dichiarò: "Laucke è convinto che il flamenco possieda enormi poteri seduttivi." "Le armonie e il ritmo non lasciano nessuno indifferente", dice Laucke
.
L'incontro con de Lucía portò Laucke a eseguire due stili di chitarra incompatibili tra loro. Nel 1991 registrò nell'album Spanish Guitar Stories
alcune composizioni che de Lucía gli aveva insegnato. De Lucía espresse la sua approvazione, dicendo che l'album era: "molto bello, tutto, dall'A alla Z, anche i miei pezzi!"

### AlbumFlamenco Road
Il 12 settembre 2001, Laucke pubblicò un CD dal titolo Flamenco Road, composto principalmente da sue composizioni nel nuovo stile flamenco, che aveva anche arrangiato. In un'intervista alla rivista Voir, Laucke dichiarò: "È anche molto influenzato dal mio background classico. Quindi è un flamenco più fluido". Un esempio di questo stile può essere ascoltato nel trattamento di Laucke della famosa trascrizione per chitarra classica "Asturias", che viene interpretata in flamenco utilizzando diversi strumenti a percussione (claves, maracas, nacchere speciali montate su blocchi di legno, carillon, e un grande gong), basso e flauto
.
Dieci opere sono state registrate in cinque diversi studi a Montreal, ciascuno scelto per la sua acustica unica. La strumentazione per il brano del titolo della registrazione, "Flamenco Road", ha richiesto l'uso di 24 tracce. Comprende una combinazione di quattro tipi di chitarre, flamenca, spagnola, classica ed elettrica, e tutte le chitarre acustiche naturali vengono suonate alla maniera spagnola, usando tutte le dita della mano destra senza plettro. La sezione ritmica comprende bonghi, quattro conga e una batteria rock mescolata con altri strumenti a percussione come claves, maracas e nacchere. Incorpora inoltre il suono di tre ballerini che eseguono in sincronia i tipici "palmas" (battiti di mani), tre trombe, tre pianoforti e un violinista "country".
Il CD include due video: uno con filmati interattivi di concerti dal vivo filmati durante la decima stagione di Laucke a Place des Arts di Montreal, e l'altro con il videoclip di "Flamenco Road". Quest'ultimo ha raggiunto il numero uno nelle classifiche video in tutto il Canada per cinque settimane consecutive.

## Contributi al repertorio chitarristico

### Trascrizioni
SOCAN elenca 112 opere classiche trascritte per chitarra da Laucke, illustrando la misura in cui ha ampliato il repertorio della chitarra nella musica rinascimentale, classica, barocca e romantica, così come nel flamenco. La Library and Archives Canada e Canadian Libraries elencano 43 registrazioni musicali, spartiti di trascrizioni per chitarra e articoli di chitarra canadesi scritti da Laucke
. La Waterloo Music Company ha pubblicato e distribuito 24 delle trascrizioni per chitarra di Laucke di opere di Bach, Luis de Narváez, Eric Satie, Heitor Villa-Lobos e altri.

#### Trois Gymnopédiesdi Eric Satie
Mentre viveva nel Greenwich Village, a New York, nei primi anni 1970, Laucke si interessò alla musica francese di Eric Satie, "il primo hippie del mondo".  A quel tempo, esistevano soltanto arrangiamenti semplificati di Trois Gymnopédies (Tre Gymnopédies) per la chitarra, così Laucke decise di trascrivere le tre opere di Satie dalla partitura per pianoforte. Determinato ad adattare tutte le note della versione originale per pianoforte usando le sei corde della chitarra, nel corso di tre settimane calcolò il numero di volte in cui si sarebbero ripetute corde aperte per nota.
Nel 1979, Laucke firmò con la Waterloo Music Publishing Company, che quell'anno pubblicò gli spartiti della sua trascrizione di Trois Gymnopédies, la prima di molte delle sue trascrizioni ad essere pubblicata da Waterloo e probabilmente l'unica versione per chitarra a includere tutte le note della composizione originale per pianoforte. Nel 1985, la società creò la serie di arrangiamenti e trascrizioni per chitarra di Michael Laucke.
Nelle note introduttive al suo spartito per Trois Gymnopédies, Laucke commenta: "Le armonie caratteristiche di gran parte della musica di Erik Satie appartengono al periodo impressionista e, sebbene originariamente scritte per il pianoforte, sono estremamente adatte all'idiomatica naturale espressione della chitarra. Questo mi ha portato a fare queste trascrizioni che arricchiranno il repertorio della chitarra rimanendo fedeli alle intenzioni di Satie"
.
Dopo aver dato molti concerti di questi lavori, Laucke li ha registrati nel suo CD intitolato Flamenco Road, che ha tenuto la posizione numero uno nelle classifiche video in tutto il Canada per sei settimane. Le note di copertina dicevano: "I miei arrangiamenti di The three Gymnopedies, comprendono tutte le note delle versioni originali per pianoforte, un processo più complesso dal momento che tutti i suoni del pianoforte devono stare comodamente, o a disagio, sulle sei corde della chitarra". Continua a dire: "la presente registrazione è fatta così com'è in concerto, su una chitarra classica, senza sovraincisioni. Il mio tempo è un po' più veloce di quando i pezzi vengono suonati al piano, a causa del tempo di risonanza più breve delle note suonate sulla chitarra spagnola. Di tanto in tanto, uso un "vibrato" e strisciatoto, cosa che, ovviamente, non può essere eseguita al piano, ma che aggiunge calore espressivo a questa musica innegabilmente affascinante, esotica e mistica"
.

### Opere originali
Laucke scrisse per se stesso 25 opere atonali originali, tra cui il Flamenco Concierto per chitarra e l'orchestra sinfonica completa di Michel-Georges Brégent, Me duele España di François Morel,  Exploration di Jean Papineau-Couture e Pour guitare, l'unica opera di Claude Vivier per la chitarra. Laucke ha eseguito tutti i 25 lavori nelle sale principali, alla radio della CBC e sui suoi album. Tutte le opere originali erano state dedicate a lui.
Nel 1984, i critici iniziarono a prendere atto della crescita di nuovi lavori per chitarra canadesi stimolati da Laucke. Su La Presse, quotidiano canadese, il critico musicale Claude Gingras trovò in Laucke "un interprete che non potrebbe essere più convincente". Il compositore canadese Claude Vivier espresse il suo apprezzamento a Laucke. Nelle sue lettere Vivier afferma: "quasi mai ho incontrato un musicista così impegnato e dedito, di così grande qualità e, soprattutto, di così grande completezza e intensa capacità di lavoro".

## Tour mondiali

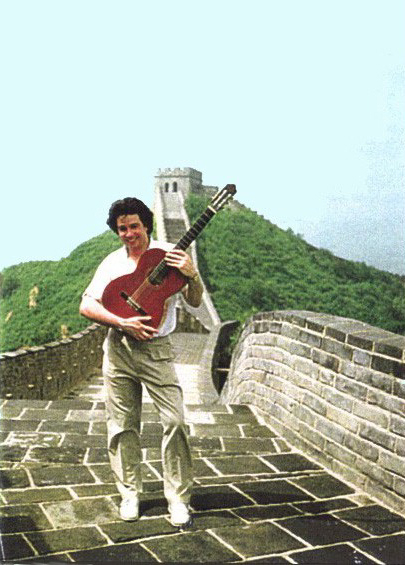
Laucke durante le riprese del documentario CBC sulla Grande muraglia cinese

La carriera di Laucke copre più di 50 anni, con concerti e apparizioni televisive in 25 paesi, compresa l'Inghilterra (Wigmore Hall),  gli Stati Uniti (Carnegie Hall,  e la Casa Bianca),  così come la Cina, sulla Grande muraglia cinese.  Altri paesi in cui Laucke si è esibito includono Bulgaria, Ungheria, Hong Kong, Spagna, Israele, India, Giappone, Marocco, Pakistan e Russia. In Canada, tiene concerti annuali a Place des Arts di Montreal dal 1986
. Dopo un concerto nel 1990 al Grand Théâtre de Québec Quebec City, il quotidiano in lingua francese Le Soleil ha scritto una recensione dal titolo "Michael Laucke si innamora della chitarra", affermando: "Più che un virtuoso, il carismatico Michael Laucke è puro talento! Per lui suonare è istintivo, proprio come respirare... l'irresistibile Michael Laucke"
. I critici hanno spesso scritto sulla presenza scenica di Laucke. Un critico musicale di Chicago lo ha descritto così: "I suoi modi rilassati, il sorriso raggiante e la voce gentile hanno conquistato il cuore del pubblico prima ancora che suonasse una nota".
Ha eseguito molti concerti a Washington, sotto gli auspici del senatore americano Claiborne Pell, tra cui diversi alla National Gallery of Art. Il Washington Post ha affermato che Laucke è: "uno dei migliori chitarristi ad aver suonato a Washington da molto tempo". In un'altra occasione, Laucke ha eseguito la prima della "Versione di Sapho" di Bregent, scritta per lui, un'opera atonale che ha ricevuto una critica meno favorevole. Il Washington Post ha affermato: "Poiché la mente può rispondere solo a una sorta di forma, la sua essenziale assenza di forma preclude la discussione. Una triade dal nulla ha segnato la fine, che il folto pubblico ha riconosciuto e applaudito".

## Vita privata

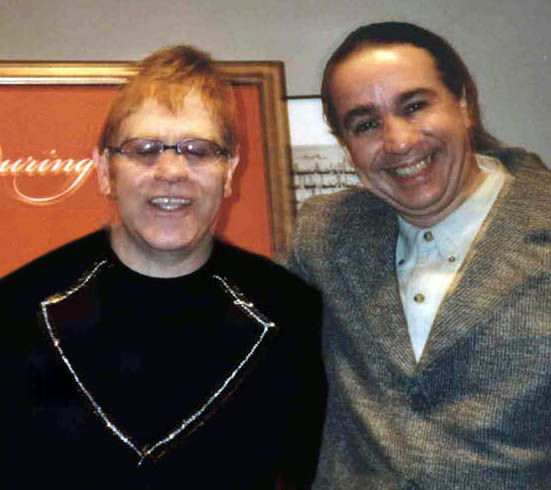
Laucke con Elton John, nella alla lotta contro l'HIV/AIDS

Nel 1994, Laucke è diventato direttore del Mac AIDS Fund (M.A.F.) fondato dal suo amico Frank Angelo, il co-fondatore di MAC Cosmetics. Dopo un mandato di quattordici anni, è diventato membro fondatore onorario del consiglio di amministrazione e non ha più partecipato alle sue attività. Secondo Laucke, i registi della MAF hanno contribuito a coordinare il film Pandemic: Facing AIDS di Rory Kennedy, e MAF è diventato uno sponsor secondario mentre la Fondazione Bill & Melinda Gates è diventata lo sponsor principale.

## Gli ultimi anni
Laucke ha continuato a esibirsi fino alla sua morte. È stato anche un imprenditore e uomo d'affari nel settore della musicale.
Nel 2012, Laucke è stato candidato al Premio alla carriera dell'Ordine del Canada. Nel 2015 è stato nuovamente canditato allo stesso premio.

## Opere selezionate

### CD
- Flamenco Road (2001)[53]
- Michael Laucke & Fiesta Flamenco: Live (1996)
- Spanish Guitar (1993)
- Momentum - Film IMAX (la musica) (1992)
- Spanish Guitar Stories (1991)[86]
- Light Classics (1990)[87]

### LP
- Take A Short Cut (1989)[88]
- Canadian Guitar Music (1987)
- Music For Jacques Cartier (1986)[89]
- Canadian Guitar Quartet: Live From (1985)
- Com-Possession (1985)[90]
- Divergences (1984)[91]
- Jade Eyes (1980)[92]
- Michael Laucke, chitarrista: Grand Prix du Disque-Canada (1979)[93]
- Trio 3 (1979)
- Transcription (1969)

### Filmografia
- Momentum (film IMAX) (1992)
- I Won't Dance (1991)
- How to Play Solo Classical Guitar (1985)
- Michael Laucke: Guitar recital, CBC (1983)
- Segovia: Metropolitan museum: a master class, PBS (1982)
- Form & Fire: Michael Laucke (1981)
- Musique instrumentale: La guitare (1973)[20]

### Opere atonali scritte per Laucke
I seguenti lavori sono stati eseguiti da Laucke alla Carnegie Hall (eseguendo Jean Papineau-Couture), alla Wigmore Hall (Michel-Georges Brégent), e alla National Gallery of Art (Michel Gonneville). In Canada, l'SMCQ ha onorato il contributo di Laucke presentandolo in un concerto di due ore. 
- Départ di François Morel (1970)
- Iikkii di François Morel (1970)
- Pour Guitare di Claude Vivier (1976)[66]
- Le Cercle gnostique di Walter Boudreau (1976)
- Me duele españa di François Morel (1979)[97]
- Contrastare no 1 di David Eagle (1980)[98]
- La Fille du Pecheur di Alan Crossman (1981)[99]
- Calme en soi di Bruno Deschênes (1981)[100]
- Quatre études, Anachorétisme, Quatre mouvements di Claude Lassonde (1982)[101]
- Image et Sonoritéé, Silène pur Satyre, La Règne di Claude Lassonde (1982)
- Com-possesso di John Rea (1983)[102]
- ...ascends at full moon di John Burke
- Exploration di Jean Papineau-Couture (1983)[65]
- Le Sommeil, le Regard, le Choix di Michel Gonneville (1983)
- Three Amerindian Songs, Prelude di Wolfgang Bottenberg (1983)[103]
- Sapho di Michel-Georges Brégent (1983)[104]
- Divergence di François Morel (1983)
- Pas de deux di Denis Dion (1983)[105]
- Cobwebs in my Spanish castle di Leon Zukert (1983)[106]
- Chamber Concierto per chitarra di Donald Steven (1986)
- Concierto Flamenco di Michel-Georges Brégent (1991)[63]

## Articoli
Laucke ha pubblicato articoli su riviste musicali sulla crescita della popolarità della chitarra in Canada, tra cui:
- "The Guitar in Canada" (cinque pagine) Soundboard Magazine, California[107]
- "Growth of the Guitar in Canada", di Michael Laucke (sei pagine) Guitar and Lute, Hawaii[108]
- "Michael Laucke Writes About the Canadian Guitar", Waterloo Music Journal, Canada[109]

## Sequenza temporale

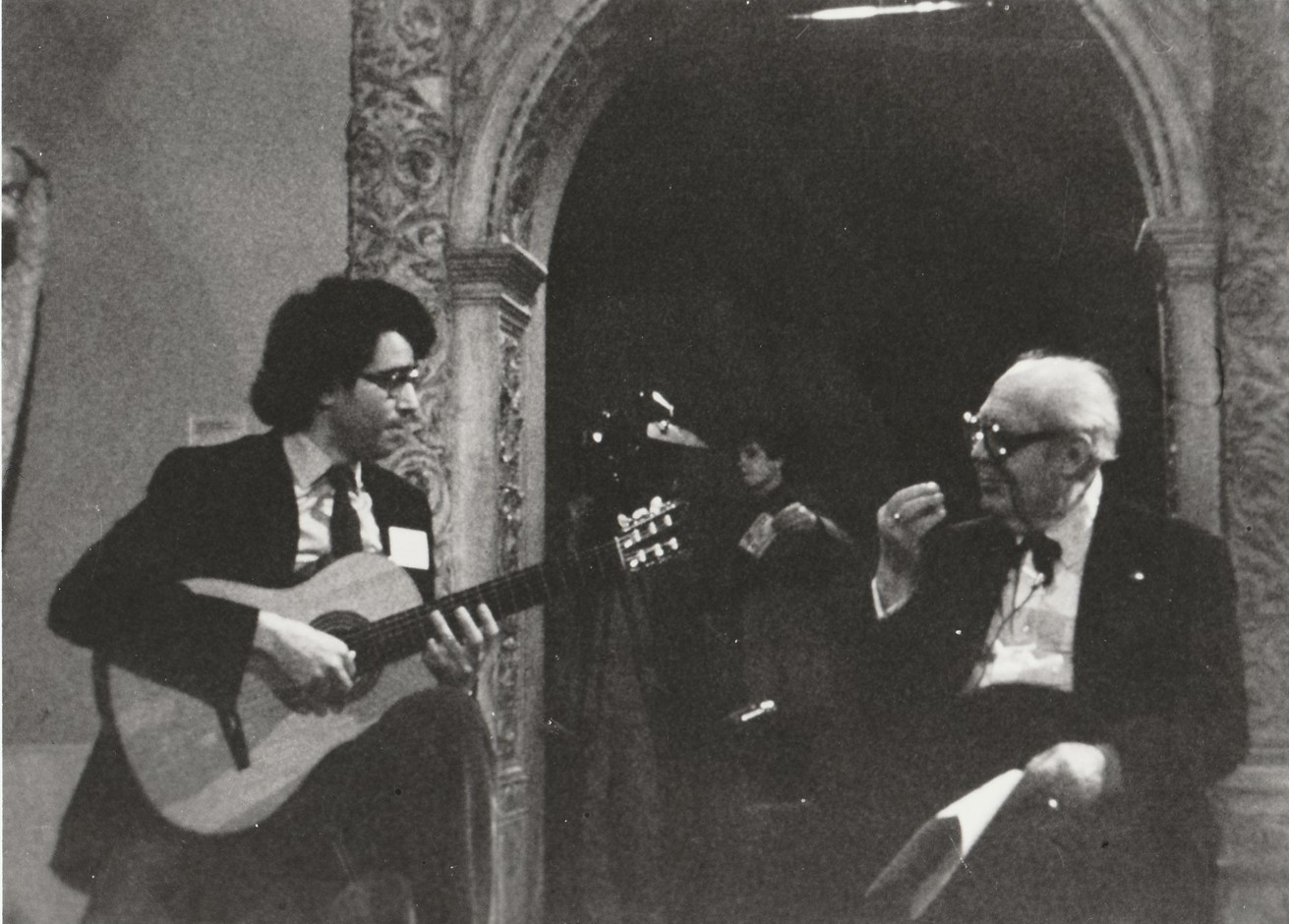
Laucke con Andrés Segovia — PBS TV al Metropolitan Museum of Art di New York

- 1976, si è esibito ai Giochi Olimpici di Montreal[21]
- 1979, Laucke vinse il Grand Prix du Disque-Canada per la migliore registrazione canadese
- 1981, Laucke è stato invitato a eseguire un'esibizione al Comando per Sua Eccellenza l'onorevole Edward Schreyer il Governatore Generale del Canada e sua moglie, come vincitore del Premio Jules Léger per la Nuova Musica da Camera[110]
- marzo 1982, l'album di Laucke Jade Eyes, per la CBS records, fu recensito dalla rivista Guitar and Lute (Hawaii) come il miglior album internazionale di chitarra classica dell'anno[92][111]
- 1982, è stato selezionato da Segovia per eseguire un'opera di 25 minuti di Manuel Ponce che è stata filmata dalla rete PBS al Metropolitan Museum of Art di New York, dopo di che è diventato allievo di Segovia[112][113][114]
- Nel 1986, nel 450º anniversario del primo viaggio di scoperta di Jacques Cartier in Canada, il Canadian Heritage chiese a Laucke di registrare un album commemorativo. Laucke ha registrato la musica che Cartier avrebbe sentito durante il suo viaggio nel nuovo mondo[115]
- Nel 1986, diverse pubblicazioni musicali menzionano il contributo di Laucke alla chitarra e al suo nuovo repertorio. SOCAN, l'organizzazione canadese per il copyright, ha dichiarato nella rivista The Music Scene, di considerare Laucke come uno dei "cinque solisti più famosi del Canada"[5]
- 1986, ha creato una serie di video didattici che è stata recensita criticamente dalla rivista Guitar Player[37] e dalla rivista Frets[38].
- maggio 1988, due anni dopo, il critico musicale emerito canadese Eric McLean scrisse sulla Montreal Gazette che Laucke fu allora riconosciuto come: "la persona che ha fatto di più per la chitarra in questo paese rispetto a chiunque altro"[6].
- 1991, Laucke ha eseguito in prima mondiale, Flamenco Concierto con la Montreal Symphony Orchestra. Scritto per lui da Michel-Georges Brégent, i critici lo hanno definito "Brilliant"[63].
- 1992, Laucke recita in un film Super IMAX dal titolo Momentum, per il National Film Board of Canada; è stato mostrato nel padiglione canadese durante l'Esposizione Universale di Siviglia[116]. I padiglioni più apprezzati dai visitatori sono stati quelli di Spagna e Canada co-diretti da Colin Low. Si tratta del primo film in 48 frame al secondo IMAX HD[117].
- Il 12 settembre 2001, il CD Flamenco Road di Laucke ha raggiunto la posizione numero uno nelle classifiche video in tutto il Canada per cinque settimane consecutive[53].